# (200163) 1999 CA7
(200163) 1999 CA7 es un asteroide perteneciente al cinturón de asteroides, descubierto el 10 de febrero de 1999 por el equipo del Lincoln Near-Earth Asteroid Research desde el Laboratorio Lincoln, Socorro, Nuevo México.

## Designación y nombre
Designado provisionalmente como 1999 CA7 .

## Características orbitales
1999 CA7 está situado a una distancia media del Sol de 2,273 ua, pudiendo alejarse hasta 2,683 ua y acercarse hasta 1,863 ua. Su excentricidad es 0,180 y la inclinación orbital 25,21 grados. Emplea 1252,41 días en completar una órbita alrededor del Sol.

## Características físicas
La magnitud absoluta de 1999 CA7 es 16,2.